# Samoidae
Famille
Les Samoidae sont une famille d'opilions laniatores. On connaît 50 espèces dans 22 genres.

## Distribution
Les espèces de cette famille se rencontrent en Amérique, en Océanie et aux Seychelles.

## Liste des genres
Selon World Catalogue of Opiliones (11/10/2021) :
- Akdalima Šilhavý, 1977
- Arganotus Šilhavý, 1977
- Badessa Sørensen, 1886
- Badessania Roewer, 1949
- Benoitinus Rambla, 1984
- Bichito González-Sponga, 1998
- Feretrius Simon, 1879
- Hummelinckiolus Šilhavý, 1979
- Kalominua Sørensen, 1932
- Maracaynatum Roewer, 1949
- Microminua Sørensen, 1932
- Mitraceras Loman, 1902
- Neocynortina Goodnight & Goodnight, 1983
- Neoorsa Özdikmen, 2006
- Niquitaia González-Sponga, 1999
- Parasamoa Goodnight & Goodnight, 1957
- Pellobunus Banks, 1905
- Reventula Šilhavý, 1979
- Samoa Sørensen, 1886
- Sawaiellus Roewer, 1949
- Vlachiolus Šilhavý, 1979
- Zalmoxista Roewer, 1949

## Publication originale
- Sørensen, 1886 : « Opiliones. » Die Arachniden Australiens nach der Natur beschrieben und abgebildet, p. 53–86.